# Soldaat van Oranje (film)
Soldaat van Oranje is een Nederlandse oorlogsfilm uit 1977, van Paul Verhoeven. De film is gebaseerd op het autobiografische boek Soldaat van Oranje van verzetsstrijder Erik Hazelhoff Roelfzema, dat in 1971 verscheen.
Het scenario is van Gerard Soeteman en Kees Holierhoek, met bijdragen van Verhoeven. Het was de vierde bioscoopfilm van Soeteman en Verhoeven sinds hun televisieserie Floris in 1968. Het camerawerk is van Jost Vacano, en de muziek is van Rogier van Otterloo. De première vond plaats op 21 september 1977 in het Tuschinski Theater te Amsterdam.
De film bespoedigde de internationale carrières van regisseur Verhoeven en van de hoofdrolspelers Rutger Hauer en Jeroen Krabbé.
Soldaat van Oranje was de officiële Nederlandse inzending voor de Oscars van 1977.

## Het verhaal
Bij de ontgroening vindt een incident plaats, waarbij praeses Guus Lejeune te ver gaat en een soepterrine op het hoofd van feut Erik Lanshof stukslaat. Om het goed te maken biedt Guus hem een kamer aan en er ontstaat een hechte vriendengroep rondom de twee. Verder is Erik bevriend met de joodse Esther en haar verloofde Robbie. Het groepje studenten leidt een onbezorgd leventje in Leiden, als de Tweede Wereldoorlog uitbreekt. Erik en Guus proberen zich aan te melden voor het leger maar worden weggestuurd. De joodse Jan Weinberg dient in het leger, evenals de half-Duitse Alex. Wanneer Alex' ouders geïnterneerd worden omdat diens moeder Duits is, wekt dit afkeer en zet hij de eerste schreden op het pad richting collaboratie. Na vijf dagen capituleert Nederland.
Allemaal doen ze hun best zich aan de nieuwe omstandigheden aan te passen. Erik en zijn vrienden proberen met een boot met aanhangmotor stiekem naar Engeland te varen maar dit mislukt jammerlijk nog voor de poging goed en wel is begonnen. De meesten gaan in het studentenverzet, met wisselend succes; Alex treedt tot de Waffen-SS toe en meldt zich voor de strijd aan het oostfront; Jacques, waarover tijdens het begin van de film subtiel wordt aangegeven dat hij een bangelijk karakter heeft, vindt al dat verzet flauwekul en blijft onverstoorbaar doorstuderen. Robbie houdt met een clandestiene radiozender contact tussen het verzet en de Nederlandse regering in ballingschap in stand. 
Erik weet via Robbie te regelen dat hij naar Engeland kan gaan op voorwaarde dat hij belangrijke papieren meeneemt, maar dan slaat het noodlot toe. Twee WA-mannen treiteren een joodse man waarop Jan Weinberg, die bokskampioen is, tussenbeide komt en een WA-er bijna doodslaat. Erik ziet dit en staat zijn plaats aan Jan af omdat hij weet dat deze actie voor hem gevolgen zal hebben, temeer daar Jan joods is. De actie loopt echter fout en Jan wordt gevangen gezet.
Niet lang daarna worden Erik en Guus ook opgepakt op de tennisclub vanwege het illegaal fotograferen van Duitse bunkers ten behoeve van de Engelsen, maar Guus ontsnapt. Erik wordt in het Oranjehotel te Scheveningen opgesloten, waar Jan ook vastzit en is gemarteld omdat de Duitsers meer informatie uit hem willen krijgen. Erik komt vrij snel vrij maar Jan, die weigert ook maar iets los te laten, wordt op de Waalsdorpervlakte geëxecuteerd. Robbies groep ziet Erik als een veiligheidsrisico en regelt een ontsnapping naar Londen via de Zwitserse vrachtboot St. Cergue. Vrij snel daarna wordt Robbies zender uitgepeild en wordt Robbie gedwongen voor de Gestapo te werken. Hij gaat akkoord om de joodse Esther te beschermen. Dit is een onderdeel van het Englandspiel.
Erik en Guus voeren in opdracht van de Nederlandse regering in ballingschap spionageacties in Nederland uit. De Koningin wil de verzetsleiders naar England halen voor de vorming van de na-oorlogse Nederlandse democratie. Guus legt contact met deze leiders (die overigens nog een groot wantrouwen tegenover elkaar koesteren), maar zijn zender blijkt stuk en hij ziet daarom geen andere keus dan Robbie om hulp vragen, niet wetende dat deze gecompromitteerd is. Robbie bedingt hierop dat hij mee mag naar Engeland, maar doet dit in werkelijkheid om de hele groep te verraden. Erik vertrouwt het niet en eist naar Nederland te worden gebracht om contact met Guus te leggen en hem en de leiders op te halen. Als hij niet kan telefoneren omdat hij geen zinken geld heeft, zoekt hij Esther op. Daar ziet hij dat Robbie en Esther allerlei vooroorlogse luxe  in huis hebben die niet meer te krijgen is, en het is hem nu zonneklaar: Robbie is een verrader. Erik weet op het strand contact te leggen met Guus en de verzetsstrijders maar Robbie, beseffende dat zijn verraad ontdekt is, alarmeert de Duitsers. Erik weet te ontsnappen naar het Engelse oorlogsschip, de verzetsleiders komen om, Guus ontsnapt zwemmend en komt de volgende ochtend uitgeput aan land. Hij neemt wraak op Robbie door hem op straat dood te schieten, maar hij wordt gepakt en geguillotineerd.
In Rusland wordt Alex gedood door een partizaan. Erik sjoemelt met de ogentest om tot de RAF te worden toegelaten als piloot van een bommenwerper, en wordt later adjudant van koningin Wilhelmina. Hij begeleidt naar bij haar terugkeer in Nederland tot Paleis Noordeinde. Koningin Wilhelmina, die een hekel aan dit paleis heeft, vraagt Erik sarcastisch of hij niet per ongeluk een bommetje erop had kunnen laten vallen. Erik bezoekt Esther wiens haar door buurtgenoten is afgeschoren, uit wraak voor haar en Robbies 'collaboratie'. Ze zegt geen wrok te voelen en dat het wel weer aangroeit.
Als Erik in Leiden terugkeert, is van de oude vriendenclub nog alleen de passieve Jacques over, met wie hij het glas heft. Waarna de vraag rest of dit het allemaal waard is geweest.

## Verschillen met de historische werkelijkheid

### Afwijkende namen
Diverse personen hebben een naam die afwijkt van de naam van de werkelijke persoon. Zie de tabel hieronder.

### Andere verschillen
Ook het verhaal wijkt op enkele momenten af van het boek.
- In de film merkt een Britse officier op dat het niet erg is als de Duitsers Erik gevangennemen. Dit is een verwijzing naar het Englandspiel. De echte Erik (Hazelhoff Roelfzema) wilde per boot agenten afzetten op (en ophalen van) het strand van Scheveningen, hij werd gesteund door de Britse geheime dienst MI6. (Het doel was niet het offeren van de agenten; de operaties werden gestaakt toen duidelijk werd dat de risico's te groot werden.)
- In de film is Erik er getuige van hoe Jan Weinberg (gebaseerd op Jean Mesritz) op het Tjeukemeer wordt gearresteerd bij een poging per watervliegtuig naar Engeland te ontkomen. Deze scènes berusten op ware gebeurtenissen — een mislukte nachtelijke operatie om Lodo van Hamel en andere leden van het verzet, onder wie Mesritz, af te halen. Deze hebben zich in oktober 1940 afgespeeld, alleen was Erik in werkelijkheid hierbij niet aanwezig. Volgens Verhoeven was toevoegen van dit element noodzakelijk vanuit dramaturgisch oogpunt: "Erik Hazelhoff Roelfzema's boek heeft geen dramaturgie."[2] In de film speelt een en ander zich overdag af, omdat het te duur zou worden om het hele meer 's nachts uit te lichten.[2]
- Aan het einde van de film heft Erik het glas met Jacques. Maar Hazelhoff Roelfzema laat in zijn boek zijn afkeuring blijken over diens passieve gedrag.
- Tijdens zijn gevangenschap schrijft Erik een verzoek tot gratie. Omdat hij geen pen heeft, schrijft hij met feces op wc-papier.
- In de film komt niet aan bod dat ook de jachtvlieger Bram van der Stok als Engelandvaarder aan boord was van het Zwitserse vrachtschip St-Cergue.
- In werkelijkheid bleef Hazelhoff Roelfzema aan boord van de torpedoboot en ging Peter Tazelaar aan land in Scheveningen. Tazelaar komt in de film echter niet voor. Om verhaaltechnische redenen is het personage Guus samengesteld uit meerdere bestaande personen, onder wie Tazelaar, Chris Krediet en Ernst de Jonge.

### Aanpassing van de locaties
- De ontgroening speelde zich af in de sociëteit van de Leidse Studentenvereniging Minerva. Deze scènes zijn echter gefilmd in de sociëteit Phoenix van het Delftsch Studenten Corps omdat de oude sociëteit van Minerva na de oorlog is afgebrand.
- Het Duitse bombardement op een Nederlandse kazerne, in het begin van de film, verbeeldt een aanval op de Alexanderkazerne in Den Haag. Hiervoor werd gefilmd in de Prins Willem III-kazerne, in het centrum van Amersfoort, die op de nominatie stond om gesloopt te worden, zodat er gelegenheid was werkelijke schade aan de gebouwen toe te brengen. De ondervragingsscènes in Engeland met kolonel Rafelli en zijn secretaresse Susan zijn in hetzelfde kazernecomplex gefilmd (binnenzijde van het hoofdgebouw), evenals de onthoofding van Guus (achterzijde van het hoofdgebouw) en de schietoefening met Hitlerpoppen (voormalige tankwerkplaats). Het kazernecomplex is in 1980 gesloopt. Op deze locatie bevindt zich tegenwoordig een woonwijk.
- Voor het Londense onderkomen van Wilhelmina is gefilmd in de tuin van het voormalig hoofdkantoor van het Rode Kruis aan de Prinsessegracht in Den Haag.[3]

## Ontvangst
De Nederlandse filmcritici waren verdeeld over de film. NRC Handelsblad stelde: "Nederlands duurste speelfilm doet niets voor de filmcultuur in Nederland". Het Parool schreef "De huzarenstukjes die de flapdrolhelden Erik en Guus volbrengen zijn voorspelbaar en zonder verrassingen". Trouw merkte op: "Films als Soldaat van Oranje vindt men in het buitenland dertien in een dozijn". Het Algemeen Dagblad, De Telegraaf en de Volkskrant waren positiever.
In de Verenigde Staten werd de film goed ontvangen. In Nederland trok de film 1,5 miljoen bezoekers.
De film werd in 1979 genomineerd voor een Golden Globe Award in de categorie Best Foreign Language Film. De prijs ging naar La Cage aux folles van Edouard Molinaro.
In 2006 werd Soldaat van Oranje door filmwereld.net uitgeroepen tot beste Nederlandse film aller tijden, op basis van een enquête onder 9000 bezoekers van de website. De film werd echter niet opgenomen in de Canon van de Nederlandse film.
In november 2022 werd de film als cultureel erfgoed opgenomen in het Nederlandse Memory of the World-programma van UNESCO.

## Rolverdeling
| Acteur              | Personage                                    | Opmerkingen - Eigenlijke naam                                            |
| Hoofdrollen         | Hoofdrollen                                  | Hoofdrollen                                                              |
| ------------------- | -------------------------------------------- | ------------------------------------------------------------------------ |
| Rutger Hauer        | Erik Lanshof                                 | Erik Hazelhoff Roelfzema                                                 |
| Jeroen Krabbé       | Guus LeJeune                                 | Combinatie van Ernst de Jonge, Peter Tazelaar en Chris Krediet           |
| Bijrollen           |                                              |                                                                          |
| Dolf de Vries       | Jacques ten Brink                            |                                                                          |
| Huib Rooymans       | Jan Weinberg                                 | Jean Mesritz                                                             |
| Derek de Lint       | Alex                                         | Aad Robertson maar in het boek genaamd Alexander Rowerth                 |
| Eddy Habbema        | Robbie Veenman                               | Marconist, wordt na arrestatie de verrader                               |
| Hero Muller         | Verzetsman bij Tjeukemeer                    |                                                                          |
| Lex van Delden      | Nico                                         | Frits van der Schrieck                                                   |
| Belinda Meuldijk    | Esther                                       | Jodin, heeft in het echt niet bestaan en komt ook in het boek niet voor. |
| Peter Faber         | Willem Oostgaarde                            | Toon Buitendijk en Sjakie                                                |
| Paul Brandenburg    | Ontgroener                                   |                                                                          |
| Dick Scheffer       | M. Cohen                                     | Jood met bakfiets                                                        |
| Andrea Domburg      | Koningin Wilhelmina                          |                                                                          |
| Truus Dekker        | Hofdame van de Koningin                      | Mevr. Verbrugge                                                          |
| Henny Alma          | Secretaresse van de Koningin                 |                                                                          |
| Guus Hermus         | Van der Zanden                               | François van 't Sant                                                     |
| Edward Fox          | Britse kolonel Rafelli                       | Kolonel Euan Rabagliatti                                                 |
| Susan Penhaligon    | Susan, Britse secretaresse                   |                                                                          |
| John Leddy          | Drill instructor                             |                                                                          |
| Bert Struys         | Verzetsleider                                | Wiardi Beckman?                                                          |
| Jacques Commandeur  | Rekruteringsofficier                         |                                                                          |
| Wim Kouwenhoven     | Verrader van Guus                            |                                                                          |
| Johan Schmitz       | Nederlands generaal                          |                                                                          |
| Cas Baas            | Nederlands generaal                          |                                                                          |
| Eric van der Donk   | Nederlandse pelotonscommandant bij boerderij |                                                                          |
| Con Meijer          | Soldaat                                      |                                                                          |
| Karel Sebeste       | Soldaat                                      |                                                                          |
| Serge-Henri Valcke  | Soldaat                                      |                                                                          |
| Reinhard Kolldehoff | Geisman                                      | Hoofd Abwehr III F in Den Haag, Maj. Hermann Giskes                      |
| Rijk de Gooyer      | SD-agent Breitner                            | V-mann Matthijs Ridderhof                                                |
| Brûni Heinke        | SD-medewerkster                              |                                                                          |
| Bert André          | Gekke Dirk                                   |                                                                          |
| Tom van Beek        | Officier van Kriegsmarine                    |                                                                          |
| Han Blaauw          | Dirk                                         |                                                                          |
| Ward De Ravet       | Polzer, kapitein van de St. Cergue           |                                                                          |
| Huib Broos          | Matroos op St. Cergue                        |                                                                          |
| Henk Votel          | Matroos op St. Cergue                        |                                                                          |
| Bob Löwenstein      | Commandant van Oranjehotel                   |                                                                          |
| Jan Anne Drenth     | NSB'er                                       |                                                                          |
| Del Henney          | Sergeant                                     |                                                                          |
| Hannah de Leeuwe    | Feestgangster                                |                                                                          |
| Bert Dijkstra       | Meneer Lanshof                               | dhr. Hazelhoff Roelfzema sr.                                             |
| Kitty Janssen       | Mevrouw Lanshof                              | mevr. Hazelhoff Roelfzema                                                |
| Willy Van Heesvelde | Alex' vader                                  |                                                                          |
| Hugo Koolschijn     | Duits marineofficier                         |                                                                          |
| Mary Michon         | Alex' moeder                                 |                                                                          |

## Trivia
- Van de film werd in 1979 een vierdelige miniserie gemaakt met extra scènes. De serie draagt de titel Voor Koningin en Vaderland en is net als de film op dvd verkrijgbaar.
- Het Leidse pand waarin Café Barrera is gevestigd, diende als filmlocatie voor het studentenhuis van Erik Lanshof en Guus LeJeune.
- De film werd van 2002 tot en met 2013  op of rond de Nationale Dodenherdenking op 4 mei op televisie uitgezonden. Pas in 2022 werd de film weer uitgezonden op SBS6.
- In 2001 werd na jaren van geruchten officieel een vervolg op de film aangekondigd, opnieuw geproduceerd door Rob Houwer en geschreven en geregisseerd door Jean van de Velde.[8] Soldaat van Oranje 2 had over Engelandvaarder Erik Lanshof, de op Hazelhoff Roelfzema gebaseerde hoofdpersoon, moeten gaan, die na de Tweede Wereldoorlog als medewerker van de Verenigde Naties te maken krijgt met de Molukse onafhankelijkheidsstrijd. De Molukse kapingen in de jaren zeventig in Drenthe zouden hem in de film weer met dat verleden confronteren. De film werd in de voorbereidingsfase echter afgeblazen in verband met problemen rond de financiering.[9][10][11] Antonie Kamerling zou de hoofdrol spelen.[12]